# تايلر هوز
تايلر هوز (بالإنجليزية: Tyler Haws)‏ مواليد 11 أبريل 1991 في بلجيكا، هو لاعب كرة سلة محترف أمريكي بدأ مسيرته الاحترافية في سنة 2015 يلعب مع فريق أوبرادويرو لكرة السلة في الدوري الإسباني لكرة السلة ويحمل الرقم 2. يبلغ طوله 6 قدم 5 بوصة (2.0 م).

## روابط خارجية
- تايلر هوز على موقع الدوري الإسباني لكرة السلة (الإسبانية)
- تايلر هوز على موقع كرة السلة الأوروبية.كوم (الإنجليزية)
- تايلر هوز على موقع كلية كرة السلة في سبورتس رفرنس.كوم (الإنجليزية)
- تايلر هوز على موقع ريلجم (الإنجليزية)
- تايلر هوز على موقع بروبوليرز (الإنجليزية)
- تايلر هوز على موقع سبورتس رفرنس (الإنجليزية)